# اس‌ام‌اس ماینتس
اس‌ام‌اس ماینتس (به انگلیسی: SMS Mainz) یک کشتی بود که طول آن ۱۳۰٫۵ متر (۴۲۸٫۱ فوت) بود. این کشتی در سال ۱۹۰۹ ساخته شد.